# Öngyulladás (South Park)
Az Öngyulladás (Spontaneous Combustion) a South Park című animációs sorozat harmincharmadik része (a 3. évad 2. epizódja). Elsőként 1999. április 14-én sugározták az Egyesült Államokban.
Az epizódban a főszereplő gyerekek Jézus kálváriáját adják elő, miközben Randy Marsh egy rejtélyes problémára, a helyi lakosok spontán öngyulladás általi elhalálozásainak okára keres megoldást...

## Cselekmény
Kyle Broflovski kihallgatja, hogy szüleinek házastársi problémái vannak, ezért barátaival együtt megpróbálja megkeresni az apja hiányzó „erekcióját” (bár nem tudják, mit jelent ez a szó). Eközben a város lakói közül többen is meghalnak spontán öngyulladás miatt, elsőként Kenny McCormick, ezért félelemből egyre többen kezdenek templomba járni. A polgármester arra kényszeríti Randy Marsht, South Park egyetlen tudósát, hogy derítse ki a titokzatos halálesetek okát.
A gyerekek – Maxi atya javaslatára – a templomban előadják Jézus kálváriáját, ahol (némi vita után) Eric Cartman játszhatja el Jézus szerepét. Az előadás után Stan és Kyle kiviszi egy hegyre a keresztet (rajta Cartmannel) és otthagyják, hogy Cartman halála után az „erekciót” odaadhassák Kyle apjának (mivel a gyerekek összetévesztették az „erekció” és a „rezurrekció”, azaz „feltámadás” szavakat). Közben Randy rájön, hogy az áldozatok azért égtek el, mert vissza akarták tartani bélgázaikat a többi ember előtt – köztük Kenny is, aki a barátnőjével találkozott volna, közvetlenül a halála előtt. Ezzel a felfedezésével elnyeri a Nobel-díjat Dr. Mephisto elől, aki bosszút esküszik. Randy hatalmas népszerűséget ér el, a South Park-i emberek kedvencévé válik és felfedezését hallva a városiak között szinte „divattá” válik a nyilvános helyen történő szellentés.
Újabb válság sújtja a várost, amikor azt egy hirtelen jött hőhullám éri el. Ismét Randy-re hárul a feladat, hogy kiderítse az okot, de Dr. Mephisto jön rá a megoldásra; a felmelegedést a bélgázokból származó metángáz okozza, ezért mindenki Randy ellen fordul, hiszen ő javasolta, hogy ne tartsák vissza a gázaikat. A tudóst kövekkel dobálják meg és a saját szobrával kell végigvonulnia a városon, miközben az összes barátja ellene fordult (Mr. Garrison meg is tagadja őt, pont úgy, ahogyan Péter tagadta meg Jézust). Mindeközben Kyle apjának újra sikerül erekcióra szert tennie (amikor néhány fiatal, vonzó ügyfél levetkőzik az ügyvédi irodájában, hogy megmutassák, milyen bőrkárosodást szenvedtek – szerintük Randy miatt).
Randy nem akar megoldást találni a problémára, mert az emberek akkor is gyűlölnék, ha megfejtené a spontán öngyulladás-felmelegedés rejtélyt, de Stan elmondja neki, hogy sokat tanult Jézus kálváriájából. Jézus annak ellenére, hogy mindenki gyűlölte és a barátai is megtagadták, megtette, amit meg kellett tennie, és halála előtt azt mondta: „A többség szüksége fontosabb, mint a sajátunk” (Stan itt összekeverte a Bibliát a Star Trek második részével, melyre Kyle mutat rá). Hosszas kutatás és kísérletezés után Randy közli az emberekkel, hogy csak mértékkel szellentsenek, így elkerülhetik a globális felmelegedést és ezzel visszanyeri a rokonszenvüket is. Három héttel később visszakapja a Nobel-díját… és a gyerekeknek ekkor jut eszébe, hogy Cartman még mindig a kereszten van. Gyorsan elmennek érte és életben találják (habár rendkívül összement), mivel a felhalmozott zsírrétegének köszönhetően túlélte a három hetet.

## Produkció
Az epizódot Trey Parker és Matt Stone írta, David Goodman segítségével. A cselekményt részben Parker gyerekkori élménye inspirálta, amikor megtekintett egy kálváriáról szóló előadást. Parker elárulta, hogy szórakoztatónak találta a jelenetet, mivel azt kisgyerekek adták elő, beleértve a keresztre feszítést is. Matt Stone agnosztikus zsidó vallásúként Parkertől hallott először erről a hagyományról. Az epizód készítése párhuzamosan folyt a South Park – Nagyobb, hosszabb és vágatlan című mozifilm gyártásával. Az alkotópáros ezért folyamatosan két stúdió között ingázott, ami a Paramount Pictures vezetőségének nem tetszett – ők ugyanis azt szerették volna, ha Parkerék a sorozat helyett teljesen egészében a film elkészítésére koncentrálnak. Az Öngyulladás gyártása során a készítők gyakran Anne Garefinóhoz, a South Park vezető produceréhez fordultak segítségül, aki gyakorló katolikus. Matt Stone elmondta, hogy Garefino segítőkésznek bizonyult és vallására nézve nem érezte sértőnek az epizódot.

## Témák
Az epizódban a keresztút megjelenítése mellett egyéb módokon is fellelhető a vallás szatirikus ábrázolása: egy templomi imában a pap a Denver Broncos sikeréért fohászkodik, mely a sport iránti gyakran szinte vallásos erősségű elköteleződést figurázza ki a sportrajongók körében. A pap emellett arra is utalást tesz, hogy Kenny nem halt volna meg, ha a helyiek sűrűbben járnak templomba. Ez a hívekben történő bűntudatkeltést állítja pellengérre, melyre Mr. Garrison az epizódban rá is mutat („Már megint kezdi a bűntudattal”). Michel Clasquin, vallással is foglalkozó író szerint a cselekmény azt is bemutatja, hogy az emberek a templomba járáson keresztül ugyan gyakorolják hitüket, de a mindennapi életükben nem aszerint élnek. Például hozza fel azt a jelenetet, mikor Stan otthon a Bibliát keresi, és apja azt mondja neki, hogy keresse „a padláson, a régi lemezek között”. Clasquin kifejti, hogy az Öngyulladás azt is bemutatja, hogy az emberek milyen könnyen vegyítik vallásos meggyőződéseiket a populáris kultúra elemeivel (lásd Stan tévedését a Star Trek-es idézettel). Mindezek ellenére, állítja Clasquin, Stan végül megtanulja Jézus történetén keresztül az önfeláldozást és az önzetlenséget, éppen ezért az epizód végső soron a vallás és a kereszténység pozitívabb oldalát emeli ki.
Több más South Park-részhez hasonlóan ez az epizód is kigúnyolja a felnőttek világát: a gyerekeket sokkal bölcsebbnek és észszerűbbnek ábrázolja náluk a spontán öngyulladásos halálesetek megoldásának keresésében. Habár a felnőttek a józan észnek ellentmondó trendeket és megoldásokat követnek – a spontán öngyulladás elkerülésének érdekében például a folyamatos szellentést – a gyerekek lesznek azok, akik rátalálnak az arany középútra a probléma valódi megoldásához.

## Kulturális utalások
Cartman és a többi South Park-i gyerek a keresztutat, Jézus életének utolsó óráit adják elő, mely a keresztre feszítésével ér véget. A mondat, melyet Stan idéz – „A többség szüksége fontosabb, mint a sajátunk” – nem a Bibliából származik, hanem Spock szájából hangzott el a Star Trek II: Khan haragja című filmben. A templomban Maxi atya megemlíti a Denver Broncos csapatát elhagyó két játékos, Neil Smith és Steve Atwater nevét.